# Acadèmia Felicitat
Acadèmia Felicitat (títol original en francès, Bonheur académie) és una pel·lícula de comèdia dramàtica francesa de 2017 dirigida per Alain Della Negra i Kaori Kinoshita. S'ha subtitulat al català.

## Sinopsi
El 6 d’agost de l’any 70 de l’era raeliana, sota el sol de Croàcia, la Lily i la Dominique participen per primera vegada en una reunió de raelians a la Universitat Europea de la Felicitat. Durant quaranta anys, en un hotel ple de candidats a despertar, el Raël ha estat transmetent els seus coneixements heretats dels extraterrestres.

## Repartiment
- Laure Calamy: Lily
- Michèle Gurtner: Dominique
- Arnaud Fleurent-Didier: cantant
- Benoît Forgeard: Bruno